# Horní Sokolovec
 Horní Sokolovec (německy Ober Sokolowetz) je vesnice v okrese Havlíčkův Brod. Spadá pod obec Dolní Sokolovec, avšak jediné katastrální území obce, na němž leží obě vesnice, se naopak jmenuje Horní Sokolovec. Vesnice Horní Sokolovec má 20 obyvatel a leží ve výšce 467 m n. m. Nachází se v CHKO Železné hory a v blízkosti se nachází PR Údolí Doubravy a PP Písník u Sokolovce.
Historie vsi je stejná jako obce Dolní Sokolovec. O obou Sokolovcích – svrchním a dolejším se píše v roce 1456. Domy byly snad vystaveny z torza zaniklého hradu.
Do roku 1800 nejsou dějiny úplně jasné. V tuto dobu patřili obě obce panství v Libici nad Doubravou. V třetí třetině 20. století se nedaleko u řeky Doubravy těžila uranová ruda.
V nedalekém Horním mlýně, který patří k Chotěboři, se narodil Ignát Herrmann.
| Rok            | 1869 | 1880 | 1890 | 1900 | 1910 | 1921 | 1930 | 1950 | 1961 | 1970 | 1980 | 1991 | 2001 |
| -------------- | ---- | ---- | ---- | ---- | ---- | ---- | ---- | ---- | ---- | ---- | ---- | ---- | ---- |
| Počet obyvatel | 55   | 61   | 49   | 46   | 46   | 44   | 33   | 28   | 30   | 24   | 20   | 22   | 21   |